# Капітан (Середньовічна Молдова)
Капітан — термін, що позначає урядовця, представника адміністрації Господаря в середньовічному Молдовському князівстві.
Капітан, окрім назви посади особи, яка збирала мито в Молдовському князівстві у середньовіччі, також було й військовим званням, еквівалентним званню капітана.